# Pałac Mirbacha
Pałac Mirbacha (słow. Mirbachov palác) – rokokowy pałac na Starym Mieście, w Bratysławie, zbudowany w latach 1768–1770 dla bratysławskiego (wówczas Pressburg) piwowara Michala Specha. Nazwa pałacu pochodzi od jego ostatniego właściciela, hrabiego Emila Mirbacha.
Pałac został gruntownie odnowiony w 1975 roku i jest siedzibą Galerii Miasta Bratysławy. Mieszczą się w nim ekspozycja malarstwa barokowego Środkowej Europy oraz wystawy rzeźb i wystawy czasowe.